# Northern Lights Re-Lit
Northern Lights Re-Lit – pierwszy album remiksowy brytyjskiego DJ-a i producenta muzycznego Garetha Emery’ego. Wydany został 18 marca 2011 roku przez wytwórnię płytową Garuda.

## Lista utworów
Opracowano na podstawie materiału źródłowego.
| 1.  | „Arrival” (gościnnie: Brute Force) (Ashley Wallbridge Intro Mix)       | 6:04    |
|     |                                                                        |         |
| 2.  | „El Segundo” (Arty Remix)                                              | 4:55    |
|     |                                                                        |         |
| 3.  | „Stars” (gościnnie: Jerome Isma-Ae) (Hardwell Remix)                   | 4:39    |
|     |                                                                        |         |
| 4.  | „Full Tilt” (Beltek Remix)                                             | 6:03    |
|     |                                                                        |         |
| 5.  | „Too Dark Tonight” (gościnnie: Roxanne Emery) (John O’Callaghan Remix) | 5:24    |
|     |                                                                        |         |
| 6.  | „Citadel” (Super8 & Tab Remix)                                         | 4:11    |
|     |                                                                        |         |
| 7.  | „I Will Be the Same” (gościnnie: Emma Hewitt) (Dennis Sheperd Remix)   | 5:44    |
|     |                                                                        |         |
| 8.  | „Global” (Jordan Suckley Remix)                                        | 5:13    |
|     |                                                                        |         |
| 9.  | „Into the Light” (gościnnie: Mark Frisch) (Lange Remix)                | 6:03    |
|     |                                                                        |         |
| 10. | „Fight the Sunrise” (gościnnie: Lucy Saunders) (Daniel Kandi Remix)    | 4:57    |
|     |                                                                        |         |
| 11. | „Sanctuary” (gościnnie: Lucy Saunders) (Giuseppe Ottaviani Remix)      | 5:33    |
|     |                                                                        |         |
| 12. | „All Is Now” (gościnnie: Activa) (Jorn van Deynhoven Remix)            | 6:48    |
|     |                                                                        |         |
|     |                                                                        | 1:05:34 |
|     |                                                                        |         |